# استانیسلاس دوآن

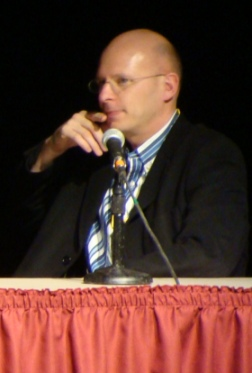

اِستانیسلاس دوآن (به فرانسوی: Stanislas Dehaene) (زادهٔ ۱۹۶۵ روبه در فرانسه) از عصب شناسان و نظریه پردازان سرشناس کنونی جهان در زمینه خودآگاهی به‌شمار می‌آید.
دوآن هم‌اکنون استاد کلژ دو فرانس است.
تخصص وی در یافتن همبستگیهای نورونی در مغز و مسائل دیگر در فلسفه ذهن و موضوعات عصب شناسی است.